# Ocimen
Ocimenul este o monoterpenă aciclică naturală ce este regăsită sub forma mai multor izomeri. Denumirea provine de la numele busuiocului, din genul Ocimum care își are originea în cuvântul din greaca veche ὤκιμον (ṓkimon).